# Kévin Mondésir
Pour les articles homonymes, voir Mondésir.
Kévin Mondésir, né le 20 mars 1991, à Fort-de-France, en France, est un joueur français de basket-ball. Il évolue aux postes d'ailier fort et de pivot.

## Palmarès
- Finaliste du championnat d'Europe des 18 ans et moins 2009